# Tospovirus
Tospovirus (o Ortotospovirus) es un género de virus ARN monocatenario negativo que infecta plantas y conforma su propia familia Tospoviridae dentro el orden Bunyavirales según el último informe del ICTV. El género toma su nombre del descubrimiento del virus del manchado del tomate (TSWV) en Australia en 1919. Siguió siendo el único miembro de la familia hasta principios de la década de 1990, cuando la caracterización genética de los virus descubiertos en las plantas se hizo más común. En la actualidad hay por lo menos veinte especies virales en la familia, y se están registrando y describiendo más de forma relativamente regular. Juntos, estos virus han sido documentados infectando más de ochocientas especies diferentes de plantas de 82 familias diferentes.
Estos virus tienen un genoma de ARN de una sola cadena con polaridad negativa, por lo que se clasifican como virus de clase V ((-)ssRNA). La estructura del genoma se asemeja a la del género Phlebovirus. El genoma es lineal y tiene un tamaño de 17,2 kb. Está segmentado en tres segmentos llamados S (2.9kb), M (5.4kb) y L (8.9kb). Los segmentos de ARN M y S codifican las proteínas en una orientación ambisense. 

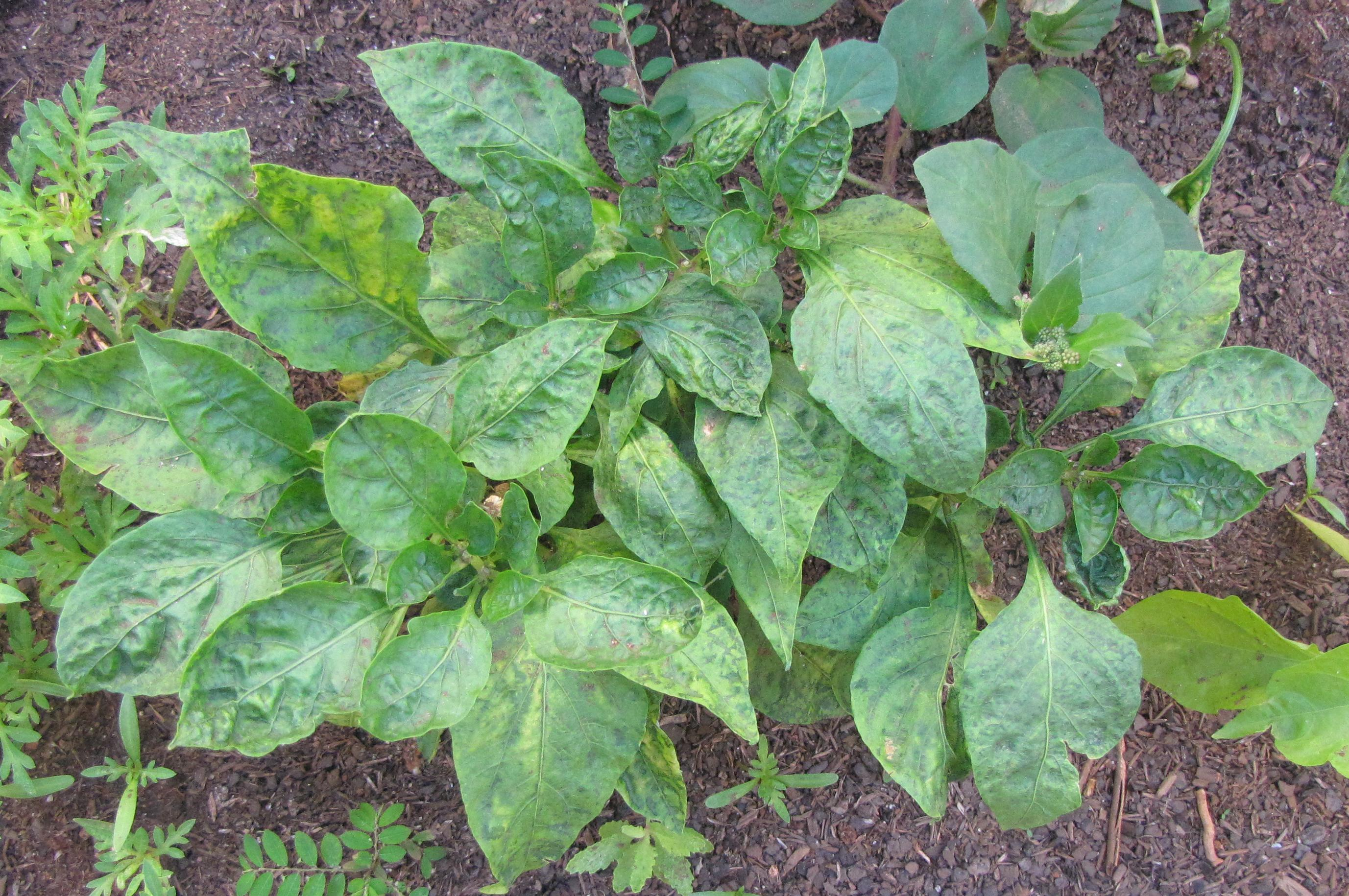
Pimiento infectado con TSWV

La infección con estos virus resulta en manchas y marchitamiento de la planta, reducción del rendimiento vegetativo y, finalmente, la muerte. No se han desarrollado curas antivirales para las plantas infectadas con un Tospovirus, y las plantas infectadas deben ser retiradas de un campo y destruidas para prevenir la propagación de la enfermedad.
Se sabe que un gran número de familias de plantas están afectadas por virus del género Tospovirus. Estos incluyen tanto cultivos alimenticios (como cacahuetes, sandías, pimientos, tomates, calabacines, etc.) como especies ornamentales que son importantes para las granjas de flores (lirio de agua, impatiens, crisantemos, iris, etc.). Para obtener una lista más completa de hosts, examine la lista de los huéspedes de Tospovirus. en la Universidad Estatal de Kansas. 